# Musikjahr 1615
Liste der Musikjahre

◄◄ | ◄ | 1611 | 1612 | 1613 | 1614 | Musikjahr 1615 | 1616 | 1617 | 1618 | 1619 | ► | ►►

Weitere Ereignisse
Dieser Artikel behandelt das Musikjahr 1615.

## Ereignisse

Michael Praetorius – Syntagma musicum; Titelseite des ersten Bandes

- April – Nach einigen Monaten Beschäftigung am Hof des Herzogs von Mantua, Ferdinando I Gonzaga, kehrt Girolamo Frescobaldi nach Rom zurück.
- William Brade wirkt von 1613 bis 1615 in der Hamburger Ratskapelle.
- John Bull geht 1615 nach Antwerpen, wo er sich zunächst mehr schlecht als recht als Hilfsorganist durchschlägt, und sogar Almosen bezieht.
- Thomas Campion veröffentlicht 1615 A New Way of Making Fowre Parts in Counterpoint By a Most Familiar and Infallible Rule, ein Buch über den Kontrapunkt.
- Juan Bautista Comes, der im Jahre 1613 die Stelle des Kapellmeister an der Kathedrale Real Colegio Seminario del Corpus Christi in Valencia erhalten hatte, wird 1615 zum Priester geweiht.
- Henning Dedekind, der zunächst Kantor und Diakon in Langensalza war, übernimmt ab 1615 die Pfarrstelle in Gebesee.
- Giovanni Battista Grillo wird 1615 Organist an der Kirche S. Madonna dell’Orto in Venedig.
- Bartholomäus Helder veröffentlicht 1615 in Erfurt mit Cymbalum Genethliacum das erste von zwei Chorbücher mit mehrstimmigen geistlichen Gesängen. Texte, Melodien und Chorsätze stammen von ihm selbst. Das Werk enthält 15 Weihnachts- und Neujahrslieder im populären Villanellenstil.
- Rogier Michael, der seit 1587 die Position des kursächsischen Hofkapellmeisters in Dresden innehatte und beim Neuaufbau der Hofkapelle ab 1612 offenbar nicht mehr berücksichtigt wurde, wird von 1613 bis 1615 mehrfach von Michael Praetorius vertreten und 1615 folgt ihm Heinrich Schütz nach.
- Giovanni Picchi ist 1615 Organist an der Scuola Grande in Venedig, der heutigen Kirche Santa Maria Gloriosa dei Frari.
- Michael Praetorius vollendet den ersten Band des musiktheoretischen Werkes Syntagma musicum.
- Caspar Vincentius scheidet 1615 im Unfrieden aus seiner Stellung als Stadtorganist in Speyer aus und wechselt für eine gewisse Zeit an die St. Andreaskirche nach Worms.
- In Bologna wird die Accademia dei Floridi gegründet.

## Instrumental- und Vokalmusik (Auswahl)

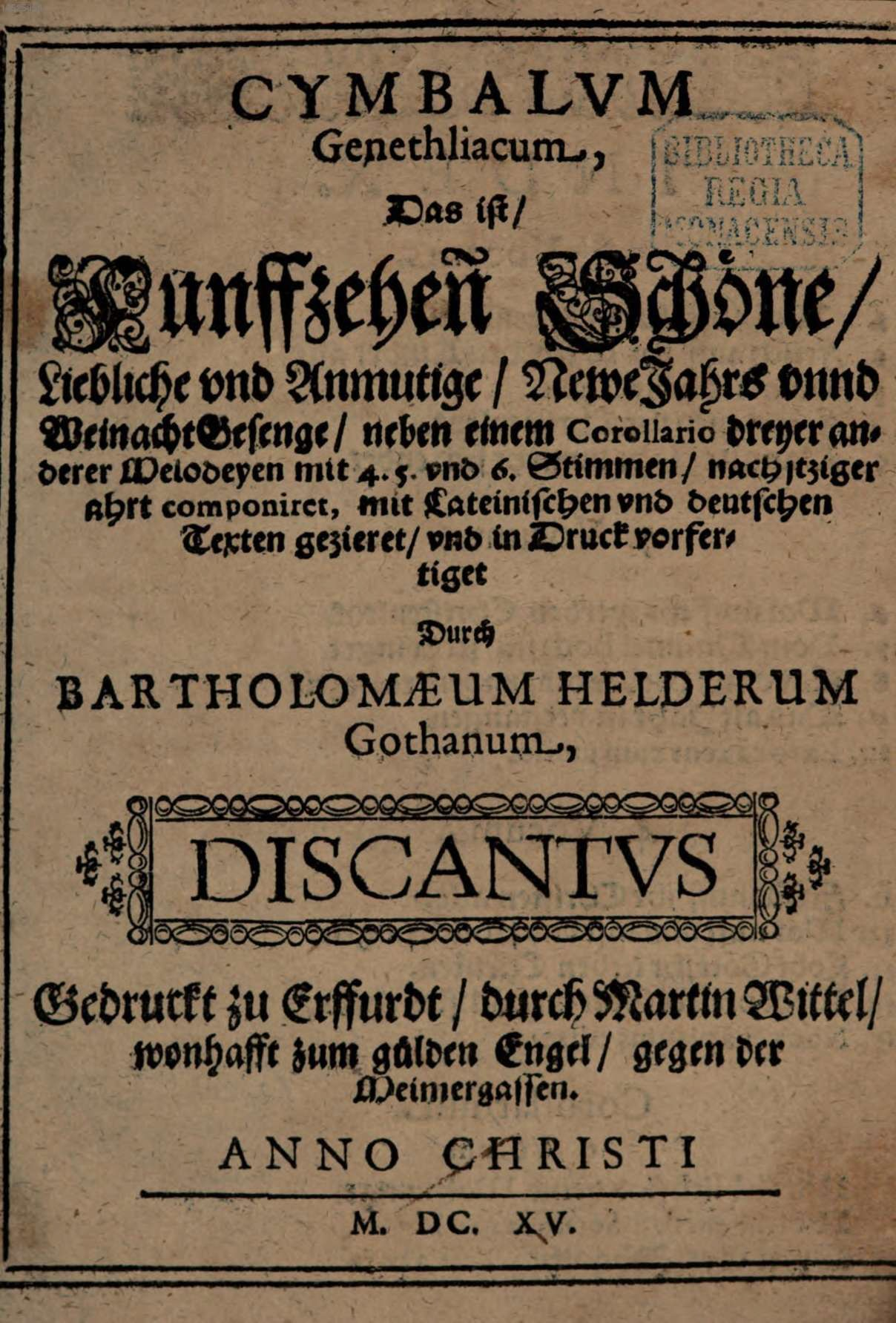
Titelseite von Bartholomäus Helders Cymbalum Genethliacum, Erfurt 1615

- Agostino Agazzari – Sacrae cantiones zu einer, zwei und vier Stimmen, op. 18, Venedig: Ricciardo Amadino
- John Amner – Sacred hymnes of 3. 4. 5. and 6. parts for voyces and vyols, London: Edwin Allde
- Severo Bonini
  - Affetti spirituali zu zwei Stimmen, op. 7, Venedig: Bartolomeo Magni für Gardano
  - Serena celeste, Motetten zu einer, zwei und drei Stimmen, op. 8, Venedig: Bartolomeo Magni für Gardano
- Bernardino Borlasca – Cantica divae Mariae Virginis zu acht Stimmen und verschiedenen Instrumente, op. 5, Venedig: Giacomo Vincenti (Magnificat)
- Joachim a Burck – Schöne Geistliche Lieder über alle Evangelia auff jede Fest unnd Sontage durchs gantze Jahr, Erfurt: Martin Wittel für Hieronymous Reinhard (Texte von Ludwig Helmbold, posthum veröffentlicht)
- Sethus Calvisius – Der 150. Psalm Davids, Leipzig
- Antonio Cifra
  - achtes Buch der Motetten zu zwei, drei und vier Stimmen, op. 17, Rom: Giovanni Battista Robletti
  - viertes Buch der Li diversi scherzi zu einer bis vier Stimmen, op. 20, Rom: Giovanni Battista Robletti
  - drittes Buch der Madrigale zu fünf Stimmen, Venedig: Giacomo Vincenti
- Camillo Cortellini – Letanie della B. Vergine zu fünf bis acht Stimmen, Venedig: Giacomo Vincenti
- Christoph Demantius
  - Neuer deutsche lieder zu fünf Stimmen, Teil 2, Leipzig: Valentin am Endes Erben für Thomas Schüler
  - Tympanum militare zu fünf, sechs, acht und zehn Stimmen oder Instrumenten, Nürnberg: Balthasar Scherff für David Kauffmann
- Thomas Elsbeth – Festorum paschalis et pentecostes officium zu fünf Stimmen, Liegnitz: Nikolaus Sartorius (Musik für Ostern und Pfingsten)
- Melchior Franck
  - Threnodiae Davidicae zu sechs Stimmen, Nürnberg: Georg Leopol Fuhrmann (eine Vertonung der Bußpsalmen)
  - Fasciculus Quodlibeticus zu vier, fünf und sechs Stimmen, Nürnberg: David Kauffmann (Sammlung von Quodlibets)
  - Newes Hochzeit Gesang ausz dem ersten und dritten Capitel deß Ersten Buchs Moisis zu fünf Stimmen, Coburg: Justus Hauck (Hochzeitsmotette)
  - Newes Hochzeit Gesang auß dem 19. Capitel Matthæi zu sechs Stimmen, Coburg: Justus Hauck (Hochzeitsmotette)
  - Das Erste Evangelium unsern Ersten Eltern im Paradiß geschehen zu vier Stimmen, Coburg: Justus Hauck (Geburtstagsmotette)
  - Trostgesänglein ausz dem Fünfften Capittel Jobs zu vier Stimmen, Coburg: Justus Hauck (Beerdigungsmotette)
- Girolamo Frescobaldi – Primo libro di toccate and Libro di recercari et canzoni
- Georg Leopold Fuhrmann – Testudo Gallo-Germanica, Nürnberg
- Giovanni Gabrieli
  - Symphoniae Sacrae, Buch 2, zu sechs bis neunzehn Stimmen und Instrumenten, Venedig: Bartolomeo Magno für Gardano (posthum veröffentlicht)
  - Canzoni et sonate für drei bis zweiundzwanzig Instrumente mit Basso continuo, Venedig: Bartolomeo Magno für Gardano (posthum veröffentlicht)
- Marco da Gagliano – Musiche zu einer, zwei und drei Stimmen, Venedig: Ricciardo Amadino
- Antonius Gosswin – Madrigali 5, Nürnberg (verloren)
- Alessandro Grandi – Plorabo die ac nocte zu vier Stimmen (Motette)
- Giovanni Battista Grillo – Un pezzo, in: Musica vaga et artificiosa, Romano Micheli
- Andreas Hakenberger – Sacri modulorum concentus zu acht Stimmen und Instrumenten, Stettin: Johann Duber
- Hans Leo Haßler – Venusgarten oder neue lustige liebliche Tänz zu vier, fünf und sechs Stimmen: Paul Kauffmann
- Bartholomäus Helder – Cymbalum Genethliacum, Erfurt
- Sigismondo d’India
  - Terzo libro de’ madrigali a 5 voci con il suo basso continuato, Venedig: Bartolomeo Magni für Gardano
  - Le musiche a due voci, Venedig: Ricciardo Amadino
- Giovanni Girolamo Kapsberger
  - Libro Primo de Balli Gagliarde et Correnti a quattro voci, Rom: Giovanni Battista Robletti
  - Libro Primo di Sinfonie a quattro. Con il Basso continuo, Rom: Giovanni Battista Robletti
- Elias Mertel – Hortus musicalis novus, Straßburg: Anton Bertram (Sammlung von Lautenmusik)
- Pietro Pace
  - fünftes Buch der Motetten..., op. 10, Venedig: Giacomo Vincenti
  - Il primo libro de scherzi et arie spirituali..., op. 12, Venedig: Giacomo Vincenti
- Francesco Pasquali – Madrigale zu fünf Stimmen, Venedig: Giacomo Vincenti
- Enrico Antonio Radesca – erstes Buch der Madrigale zu fünf Stimmen, Venedig: Giacomo Vincenti

## Musiktheater
- Francesca Caccini – Il ballo delle zigane, Libretto: Ferdinando Saracinelli (24. Februar 1615, Florenz)

## Musiktheoretische Schriften
- Thomas Campion – A New Way of Making Fowre Parts in Counterpoint By a Most Familiar and Infallible Rule
- Michael Praetorius – Syntagma musicum, Band 1, Wittenberg

## Geboren

### Geburtsdatum gesichert

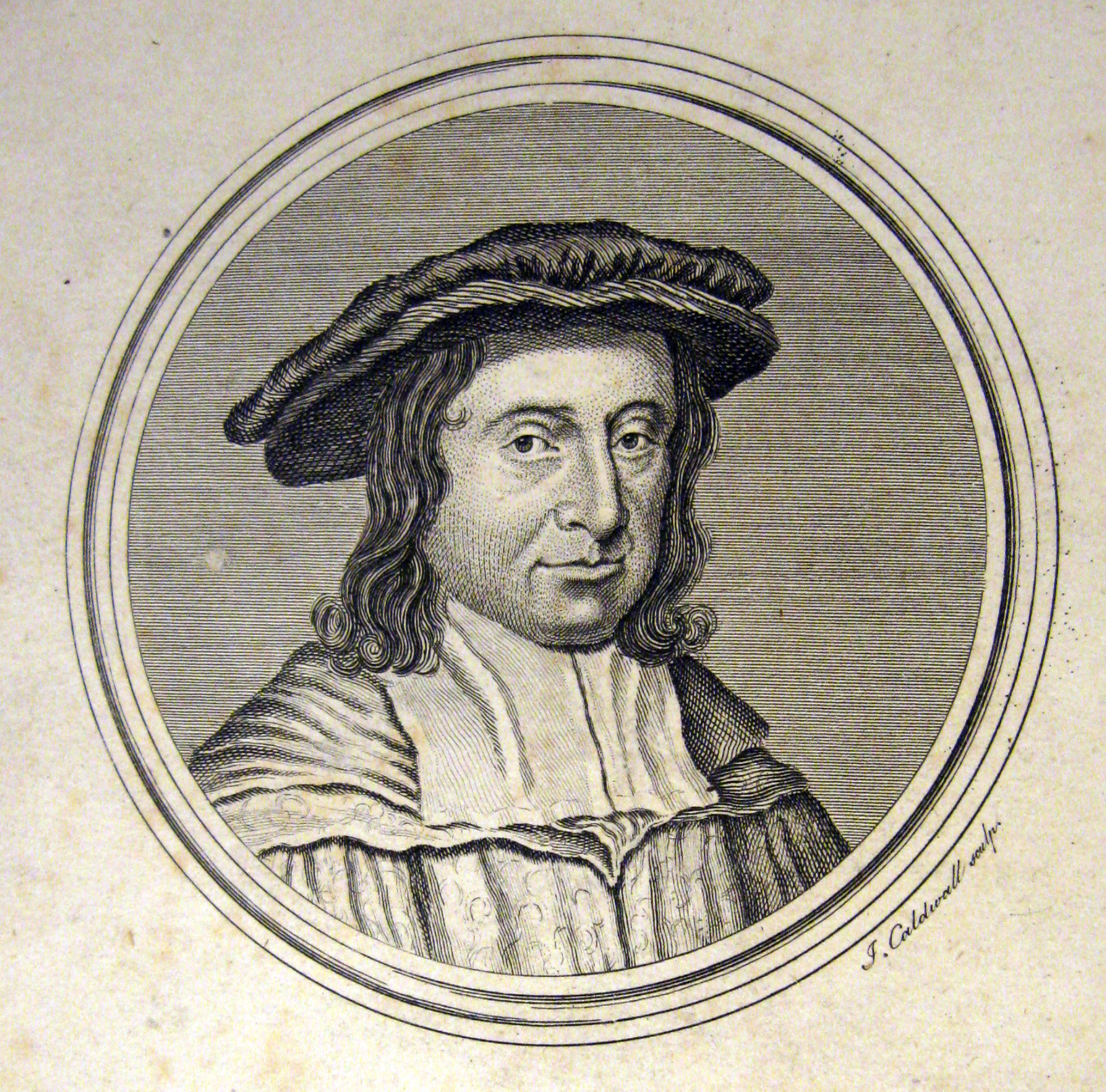
Christopher Gibbons; * 22. August

- 19. Mai: Giovanni Faustini, italienischer Opernlibrettist († 1651)
- 22. August (getauft): Christopher Gibbons, englischer Organist und Komponist († 1676)
- 26. September: Heinrich Bach, deutscher Organist († 1692)

### Geboren um 1615
- Francesca Campana, italienische Sängerin, Spinettspieler und Komponistin († 1665)
- Joan Romanyà, katalanischer Benediktinermönch, Kapellmeister, Organist und Komponist († 1643)

## Gestorben
- 06. Februar: Elias Herlitz, deutscher Organist, Komponist und Schriftsteller (* um 1566)
- 15. Juni: Innocentio Alberti, italienischer Kornettist und Komponist (* um 1535)
- 07. August (bestattet): Melchior Vulpius, deutscher Kantor und Kirchenkomponist (* um 1570)
- 28. August: John Baldwin, englischer Tenor und Komponist (* vor 1560)
- 24. November: Sethus Calvisius, Komponist, Musiktheoretiker und Kantor (* 1556)
- 01. Dezember: Hans Bach, österreichischer Spielmann, Hofnarr und Musiker (* um 1555)